# 欽姓
钦姓是中文姓氏之一，在明朝《百家姓续编》中排第465位，在现代是极為罕见的姓。

## 起源
此姓为古代北方少数民族姓氏，根據《魏书》记载，渔阳乌丸族大人（酋长）姓钦氏。

## 郡望
- 河间郡：汉高帝时置，今河北中部河间县一带。
- 吴兴郡：三国东吴置，今浙江临安至江苏宜兴一带。
- 新安郡[需要消歧义]：晋太康元年改新都郡为新安郡，今浙江西部新安江流域一带。
- 缙云：县名，唐朝圣历年间置。

## 延伸阅读
[在维基数据编辑]
 《百家姓》
 《欽定古今圖書集成·明倫彙編·氏族典·欽姓部》，出自陈梦雷《古今圖書集成》